# Steigleitung

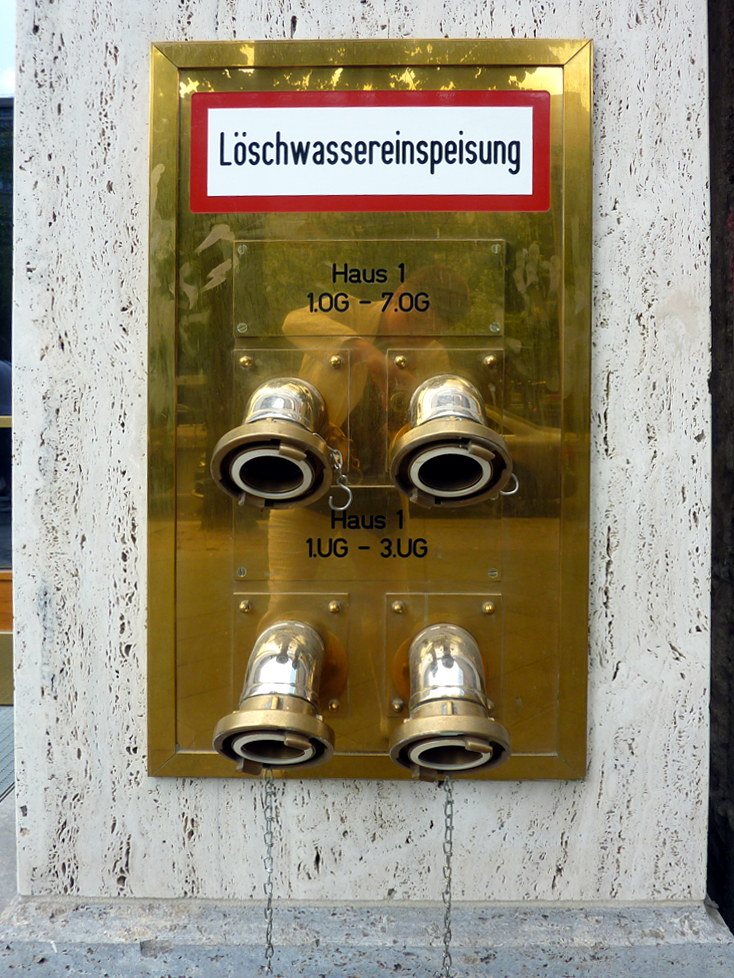
Vorrichtung zur Löschwassereinspeisung in eine Trockenleitung für die Feuerwehr

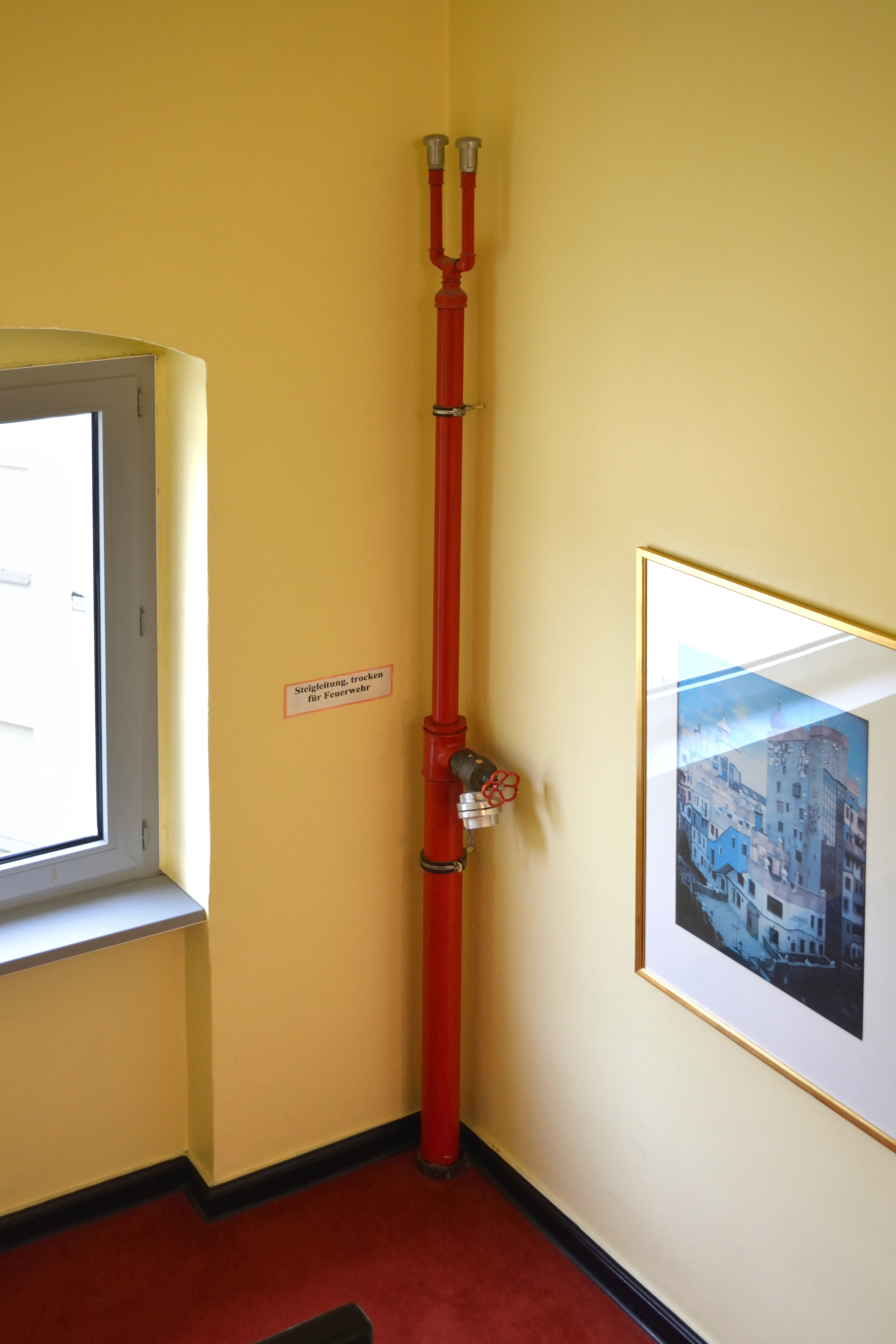
Steigleitung „trocken“ in einem Hotel

Eine Steigleitung ist eine dem zuleitenden Transport von Wasser, Gas oder elektrischem Strom in oder an Bauwerken dienende brandschutztechnische oder versorgungstechnische Rohrleitung bzw. elektrische Leitung – in Gebäuden zumeist vom (oft im Hausanschlussraum liegenden) jeweiligen Hausanschluss ausgehend und die jeweilige Hauptleitung vertikal in die verschiedenen Geschosse fortführend.

## Versorgungstechnik
In der häuslichen Trinkwasseranlage werden alle Leitungen, die nach dem Verteiler abgezweigt werden und in der Regel senkrecht zu den Stockwerken führen, als Steigleitung bezeichnet. Nach den entsprechenden Installationsvorschriften der DIN 1988 müssen alle Steigleitungen einzeln absperrbar und entleerbar sein. Der Abzweig zu den Stockwerksleitungen ist in einer Höhe von 30 cm über dem höchstmöglichen Wasserspiegel auszuführen, wenn nicht alle Entnahmestellen einzeln gegen Rückfließen gesichert sind. DIN 1988-3 schreibt weiter vor, dass mehrere aneinander gebaute Häuser über getrennte Steigleitungen versorgt werden müssen.

## Brandschutz
Steigleitungen im Brandschutz werden grundsätzlich in drei verschiedene Kategorien unterschieden.

### Steigleitung trocken

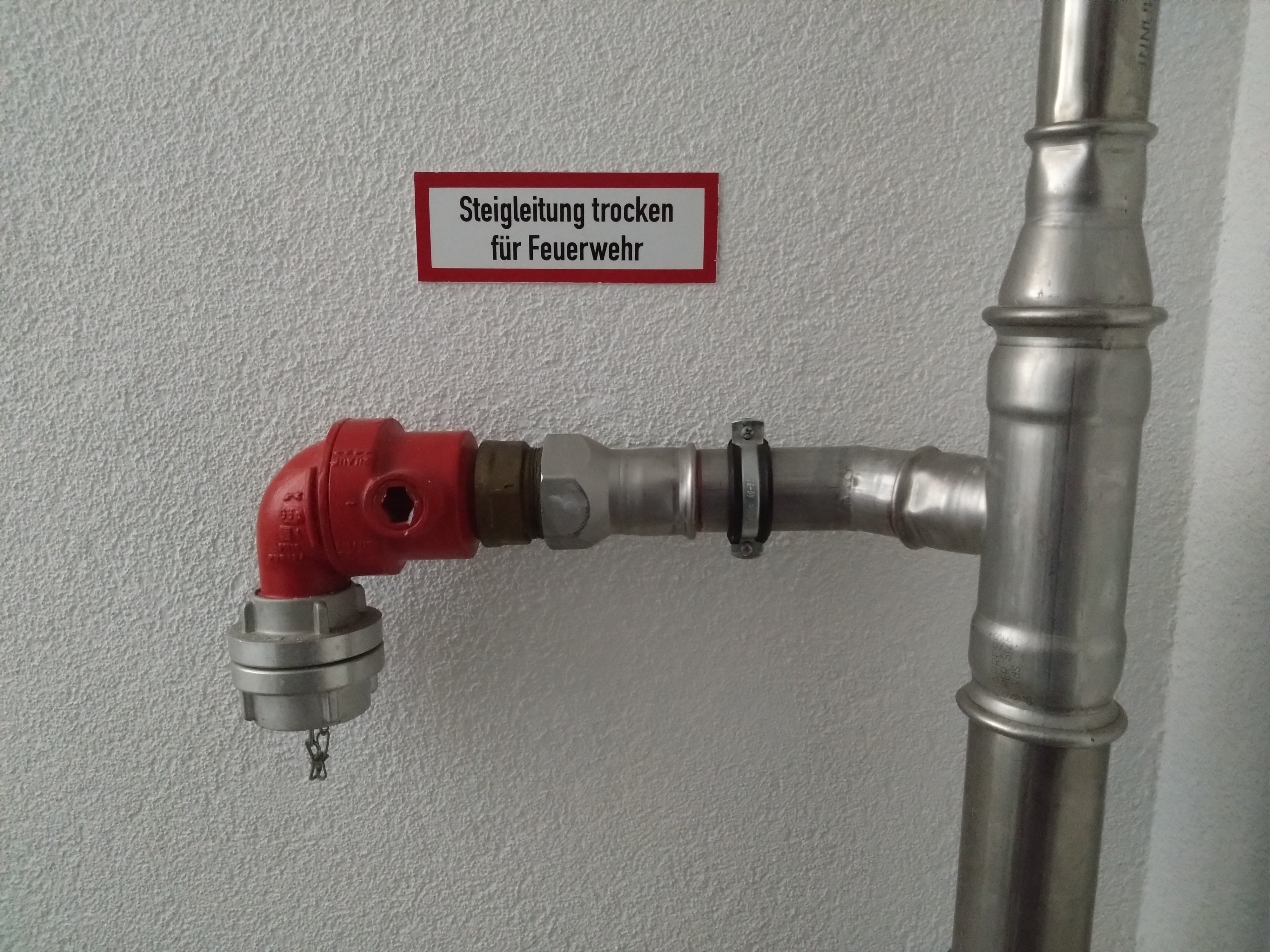
Kennzeichnung nach DIN 4066

Trockenleitungen dienen ausschließlich zur Nutzung durch die Feuerwehr und sind für Laien unbrauchbar. Nach DIN 14462 besteht eine trockene Steigleitung aus einer Löschwassereinspeisung, die sich üblicherweise frei zugänglich im Eingangsbereich befindet. Des Weiteren ist meistens pro Etage mindestens eine Entnahmearmatur anzuordnen. Am Ende eines jeden Steigstranges ist ein Be- und Entlüfter zu setzen, um Druckstöße zu vermeiden. Die Dimensionierung der Steigleitung wird gemäß DIN 14462 in DN 80 ausgeführt. Andere Dimensionierungen können dann gewählt werden, wenn rechnerisch die nach DIN geforderten Drücke und Wassermengen erreicht werden.

### Steigleitung trocken–nass
Diese Ausführung dient zur Erstbrandbekämpfung durch den Laien mittels Wandhydranten.
Hier wird das Löschwasser erst über einen elektrischen Kontakt, der an einem Wandhydrantenschrank ausgelöst wird, in die Leitung geflutet. Das benötigte Löschwasser steht bis zu diesem Zeitpunkt an einer Füll- und Entleerungsstation an, die über Membrane geöffnet wird. Die Befüllung muss nach DIN 14462 innerhalb von 60 Sekunden erfolgen, was die Installation in großen Bauvorhaben sehr schwierig machen kann. Dieser Typ der Steigleitung kommt immer dort zum Einsatz, wo Frostgefahr herrscht und daher eine ständig unter Wasser stehende Leitung nicht möglich ist. Eine Dimensionierung ist nicht fest vorgegeben und muss individuell berechnet werden, um Wassermengen und -drücke zu garantieren.
Für eine Leitung nach S-Standard (Selbsthilfe) wird gefordert, dass mindestens 48 Liter pro Minute geliefert werden. Für eine Leitung nach F-Standard (für die Feuerwehr) sind dagegen 380 Liter pro Minute notwendig.

### Steigleitung nass

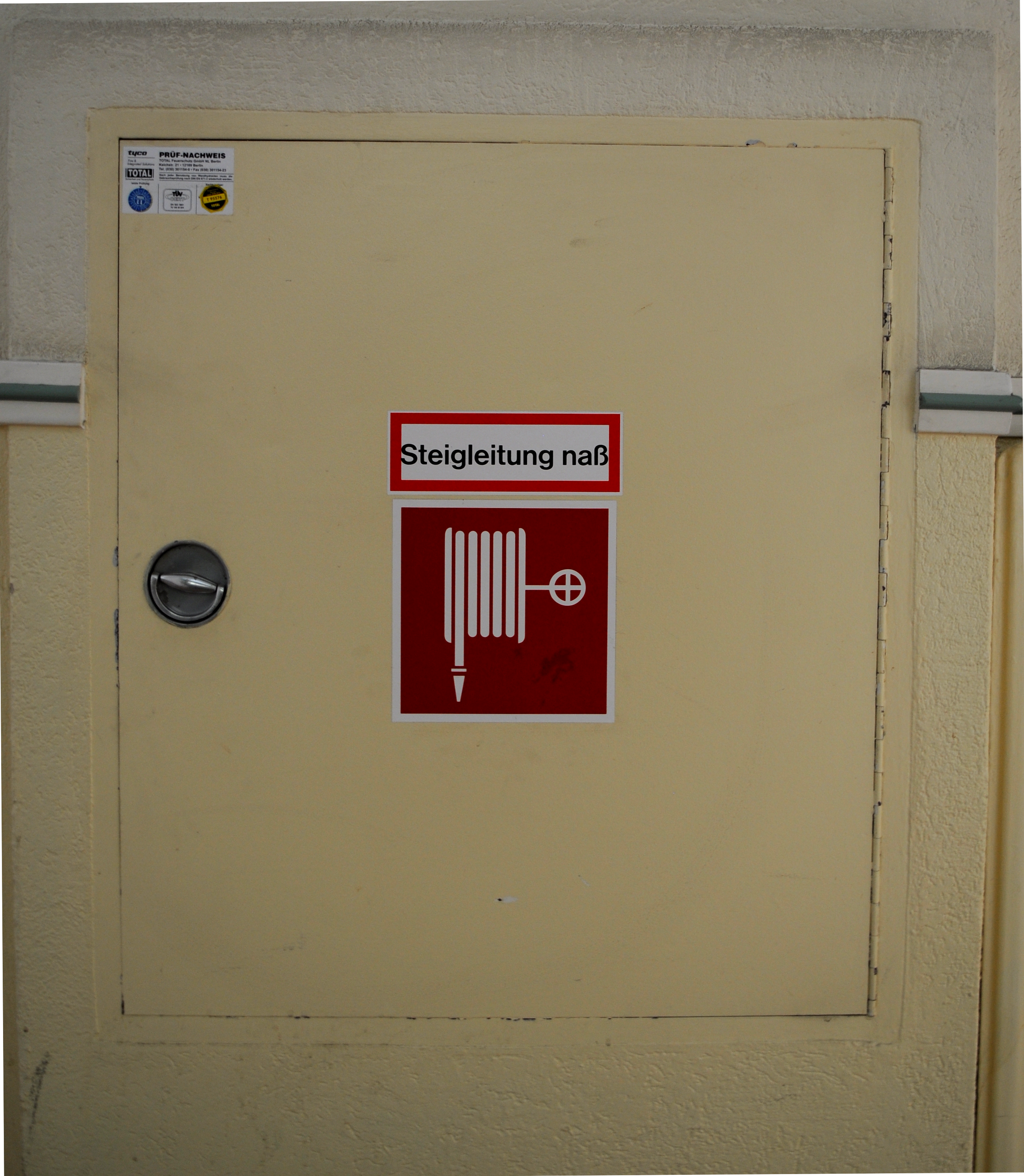
Steigleitung „nass“ im Berliner Gebäude am Tempelhofer Ufer 23–24.

Diese Ausführung dient ebenfalls zur Brandbekämpfung durch den Laien mittels Wandhydranten. Der Unterschied ist hier jedoch, dass die Leitung dauerhaft mit Wasser befüllt ist. In Deutschland erfolgt die Trennung zwischen Trink- und Löschwasser gemäß der DIN 1988-6 mittels eines offenen Vorlagebehälters, da stagnierendes Wasser auf Dauer verkeimt und bei Druckabfall das verkeimte Wasser zurücklaufen und dadurch die Trinkwasserleitung verkeimen kann. Um die notwendigen Drücke an den Wandhydranten zu erreichen, ist zusätzlich eine Feuerlöschpumpe einzubauen.